# جيوفري بيركنز
جيوفري بيركنز (بالإنجليزية: Geoffrey Perkins)‏ هو كاتب سيناريو بريطاني، ولد في 22 فبراير 1953 في بوشي ‏ في المملكة المتحدة، وتوفي في 29 أغسطس 2008 في لندن في المملكة المتحدة بسبب حادث مرور.

## وصلات خارجية
- جيوفري بيركنز على موقع IMDb (الإنجليزية)
- جيوفري بيركنز على موقع ميوزك برينز (الإنجليزية)
- جيوفري بيركنز على موقع قاعدة بيانات الفيلم (الإنجليزية)